# Лінь Циньмяо
Лінь Циньмяо (нар. 16 лютого 1978) — тайваньська борчиня вільного стилю, срібна та бронзова призерка чемпіонатів Азії.

## Життєпис
Боротьбою почала займатися з 1991 року.
Тренер — Чен Лян Мін.

## Спортивні результати на міжнародних змаганнях

### Виступи на Чемпіонатах світу
| Змагання                        | Збірна            | Вагова категорія          | Місце |
| ------------------------------- | ----------------- | ------------------------- | ----- |
| Чемпіонат світу з боротьби 1996 | Китайський Тайбей | жіноча боротьба, до 57 кг | 9     |
| Чемпіонат світу з боротьби 1997 | Китайський Тайбей | жіноча боротьба, до 56 кг | 9     |

### Виступи на Чемпіонатах Азії
| Змагання                       | Збірна            | Вагова категорія          | Місце  |
| ------------------------------ | ----------------- | ------------------------- | ------ |
| Чемпіонат Азії з боротьби 1997 | Китайський Тайбей | жіноча боротьба, до 56 кг | Бронза |
| Чемпіонат Азії з боротьби 1999 | Китайський Тайбей | жіноча боротьба, до 56 кг | 4      |
| Чемпіонат Азії з боротьби 2000 | Китайський Тайбей | жіноча боротьба, до 56 кг | Срібло |

### Виступи на Східноазійських іграх
| Змагання                 | Збірна            | Вагова категорія          | Місце |
| ------------------------ | ----------------- | ------------------------- | ----- |
| Східноазійські ігри 2001 | Китайський Тайбей | жіноча боротьба, до 56 кг | 4     |